# Kwasy fenoksyoctowe
Kwasy fenoksyoctowe – najszerzej stosowane substancje czynne środków chwastobójczych. Pobierane są przez nadziemne części roślin, zwłaszcza młode, lecz w pełni rozwinięte liście. Herbicydy fenoksyoctowe przenikają łatwo do wiązek sitowych, którymi wędrują wraz z asymilatami w stronę korzenia. Wskutek tego herbicydy te działają toksycznie nie tylko na części nadziemne, lecz również na podziemne, stąd nadają się do niszczenia chwastów o silnie rozbudowanym systemie korzeniowym (np. ostów).
Typowym przedstawicielem herbicydów jest kwas 2,4-dichlorofenoksyoctowy, w skrócie 2,4-D, produkowany pod nazwą Pielik. 2,4-D daje reakcje wzrostowe podobne do naturalnej auksyny indolowej (IAA), lecz równocześnie różni się od niej zasadniczo, gdyż jest na ogół bardziej aktywny oraz nie ulega tak łatwo rozkładowi. Roztwór 2,4-D wysyca tkanki sztuczną i odporną auksyną, co zmienia naturalne proporcje pomiędzy auksynami, giberelinami i cytokininami. Występują wtedy u roślin dość charakterystyczne zniekształcenia: liście i łodygi są silnie skręcone, młode części przestają się wydłużać, grubieją i często wytwarzają związki korzeniowe, liście nie rozwijają się prawidłowo, a korzenie przestają pełnić swoje funkcje.
2,4-D zwiększa syntezę kwasów nukleinowych (zwłaszcza RNA), co wywołuje zmiany w syntezie oraz zwiększa syntezę białek strukturalnych. Wywołuje to „ekstra-wzrost” cytoplazmy komórek, który zabija rośliny, podobnie jak nowotwór zabija organizmy zwierzęce. Obserwowane skutki działania 2,4-D na rośliny, takie jak zmiany w oddychaniu i fotosyntezie, w metabolizmie azotowym i fosforowym, są prawdopodobnie wtórnymi efektami, wywołanymi pierwotnymi zaburzeniami w syntezie kwasów nukleinowych.